# San Jose Sharks
De San Jose Sharks is een professioneel ijshockeyteam uit San José, Californië. Ze dragen uniformen met de kleuren grijs, zwart en turkoois. De San Jose Sharks spelen hun thuiswedstrijden in het SAP Center.

## Historie van het Team
De San Jose Sharks komen voort uit verschillende teams, te weten de Oakland Seals, Cleveland Barons en Minnesota North Stars. De Oakland Seals werden verkocht en verhuisden naar Cleveland vanwege tegenvallende resultaten en inkomsten. In Cleveland veranderde het team in de Cleveland Barons. Hier waren George en Gordon Gund al eigenaar van het team. Later zouden de Barons fuseren met de Minnesota North Stars (tegenwoordig Dallas Stars). De Gunds wilden niets liever dan het team verhuizen naar de San Francisco Bay Area. Ze vroegen de NHL om toestemming maar de NHL was er op tegen. Er werd wel een compromis gevonden. George en Gordon Gund moesten de Minnesota North Stars/Cleveland Barons fusie ongedaan maken, dan mochten ze met een team naar de Bay Area verhuizen.
In 1990 verkochten de Gunds hun aandeel in de North Stars en kregen hun nieuwe team in San José. Om de nieuwe naam van het team te bepalen werd de lokale bevolking om hulp gevraagd. Uit ruim 5000 inzendingen was "Blades" de nummer één maar vanwege de associatie met wapens hebben ze voor de nummer twee gekozen "Sharks". Deze naam werd veel ingestuurd vanwege de grote haaienpopulatie in de Grote Oceaan. Het eerste bestuur van de San Jose Sharks noemde de haai "meedogenloos, vastberaden, snel en lenig", ze zeiden dat daarmee alle eigenschappen waren opgenoemd die ze ook in hun organisatie terug wilden zien.

### George Kingston: De slechte jaren 1991-1993
Van 1991 tot 1993 stond George Kingston aan het roer als hoofdcoach bij de San Jose Sharks. Onder zijn leiding waren de Sharks een van de slechtste teams uit de NHL. In het seizoen 1992-1993 zetten ze zelfs een record neer door 71 wedstrijden te verliezen waaronder een 17 wedstrijden lange verliesreeks.

### Kevin Constantine: De Ommekeer 1993-1997
In het derde seizoen van de Sharks in 1993 sloegen de Sharks een grote slag. Met 82 punten plaatsten ze zich voor de play-offs van de NHL. Ze speelden de eerste play-off wedstrijd tegen de Detroit Red Wings, op dat moment een grote favoriet voor de Stanley Cup. Het team uit San José zorgde echter voor een grote verrassing door de Red Wings met 4-3 te verslaan en door te gaan naar de tweede ronde. In de tweede ronde kwamen de Sharks weer op voorsprong tegen de Toronto Maple Leafs maar gaven de voorsprong weg en verloren met 4-3.
Ook in 1994-1995 haalden de Sharks de play-offs door als derde te eindigen in de Pacific Division en in de eerste ronde versloegen ze de Calgary Flames. In de tweede ronde troffen de Sharks weer de Detroit Red Wings, deze keer werd er verloren met 4-0. De Red Wings zouden in de finale op hun beurt met 4-0 verslagen worden door de New Jersey Devils.
In het seizoen 1995-1996 zakten de Sharks weer weg, ze werden laatste in hun regio en haalden de play-offs niet. Dat jaar onderging het team een aantal grote veranderingen. Sandis Ozolinsh, Igor Larionov verlieten het team bij een spelersruil en doelman Arturs Irbe lieten ze gaan na een lange blessure. Een aantal nieuwe spelers werden naar San José gehaald en er kwam ook een nieuwe coach nadat Kevin Constantine werd ontslagen halverwege het seizoen. Al Sims nam de ploeg een jaar over maar ook hij werd meteen op straat gezet.

### Daryl Sutter: De terugkeer 1997-2002
In het seizoen 1997-1998 en 1998-1999 haalden de Sharks de playoffs maar kwamen niet verder dan de eerste ronde, ze werden verslagen door Dallas Stars (4-2) en Colorado Avalanche (4-2). In 1999-2000 keerden de San Jose Sharks terug in de tweede ronde door in de eerste ronde te stunten tegen een van de favorieten, de St. Louis Blues met 4-3. Het avontuur van de Sharks duurde echter weer niet langer dan de tweede ronde waar ze met 4-1 klop kregen van de Dallas Stars.
In 2000-2001 kreeg de doelman van de Sharks Evgeni Nabokov uit Kazachstan de Calder Memorial Trophy als beste rookie van de league. Dat jaar werden de Sharks wel in de eerste ronde van de play-offs uitgeschakeld door de St. Louis Blues die wraak namen voor de nederlaag van een seizoen eerder.
In het jaar 2001-2002 had San José een heel goed seizoen, ze pakten toen de titel in de Pacific Division en versloegen de Phoenix Coyotes in de eerste ronde van de play-offs. Wederom gingen de Sharks er in de tweede ronde uit, omdat er werd verloren van de Colorado Avalanche.
Na het seizoen 2001-2002 verkochten George en Gordon Gund de Sharks aan een groepje lokale investeerders. Deze overdracht, samen met een boel andere problemen waaronder problemen in de kleedkamer, te weinig veteranen en te weinig inzet, kostte de San Jose Sharks de play-offs in 2002-2003, ondanks enkele goede aankopen haalden ze de laatste 8 niet. Sutter werd ontslagen en vervangen door Ron Wilson.

### Ron Wilson: 2003-2008
In 2003 ondergingen de Sharks een aantal grote veranderingen. Enkele belangrijke spelers, waaronder twee van de sterspelers Owen Nolan en Teemu Selänne. Er werden twee aanvallers gehaald met een sterke persoonlijkheid om de sfeer in de kleedkamer terug te brengen. Een welkome verrassing voor de Sharks was de rookie Jim Fahey die, ondanks dat hij slechts 43 wedstrijden speelde, meer punten vergaarde dan alle andere rookie verdedigers.
Het beste seizoen ooit tot nu toe voor de Sharks kwam in 2003-2004. Ze zetten het op drie na hoogste puntenaantal in de competitie neer en het hoogste puntenaantal in de geschiedenis van de Sharks, namelijk 104. Ze werden tweede in de Western Conference en wonnen de divisie. Daarna raasden ze door de play-offs. Ze versloegen in de kwartfinales de St. Louis Blues met 4-1, vervolgens de Colorado Avalanche in de halve finales. In de finale van de conference echter waren de Calgary Flames met 4-2 te sterk.
In 2004-2005 werd het NHL seizoen geannuleerd.
In 2005-2006, toen het seizoen weer door zou gaan maakten de Sharks een langzame start door. Een paar belangrijke spelers, zoals Vincent Damphousse en Mike Ricci waren vertrokken en de doelmannen speelden niet constant, de aanvallers raakten in een vormcrisis en de verdediging miste de ervaring. De Sharks kochten daarop een aantal nieuwe spelers waaronder toppers Joe Thornton, Marco Sturm en de rising star Jonathan Cheechoo. Laatstgenoemde maakte goal na goal en de Sharks leken op de weg terug.
De aanvalslinie met Ekman - J. Thornton - Cheechoo werd een van de best lijnen in de NHL. Ook de tweede lijn was erg sterk waarmee San José een gevreesde aanval had. De inmiddels volwassener geworden rookies Tom Preissing en Cristian Ehrhoff zorgden ervoor dat de Sharks ook een ijzersterke verdediging hadden. Ze vochten zich naar een vijfde positie in de Western Conference en gingen de playoffs in. Eerst stuurden de Sharks de Nashville Predators naar huis door de series met 4-1 te winnen.
De volgende tegenstanders waren de Edmonton Oilers, zij waren te sterk en versloegen de Sharks met 4-2. Bij de uitreiking van de prijzen over het seizoen 2006 kreeg Joe Thornton de Hart Trophy als Meest waardevolle speler oftewel MVP van de competitie en de Art Ross Trophy omdat hij de meeste punten haalde in het seizoen. Hij is daarmee de derde speler in de geschiedenis die beide prijzen wint in één seizoen. Peter Forsberg en Martin St. Louis gingen hem voor. Thornton was ook de eerste speler van de San Jose Sharks in de geschiedenis die als meest waardevolle speler van het seizoen gekozen wordt. Jonathan Cheechoo ontving ook een prijs, hij kreeg de Maurice Richard Trophy omdat hij tijdens het seizoen (play-offs niet meegerekend dus) de meeste goals maken. Hij vond 56 keer het net.
In het seizoen 2006-07 hadden de Sharks zowel het jongste als zwaarste team, en hadden een geweldige start (20-7-0). Ron Wilson koos voor een aparte strategie door Vesa Toskala and Evgeni Nabokov te laten rouleren. De belangrijkste nieuwkomers waren verdediger Craig Rivet en winger Bill Guerin. Door een blessure van Toskala kreeg Nabokov de mogelijkheid zich te laten zien en dit deed hij zo goed dat hij de onbetwiste nummer één werd. De Sharks eindigde het reguliere seizoen met het beste resultaat sinds de oprichting 51-26-5. In de kwartfinales van de conference versloegen de Sharks de Nashville Predators met 4-1. In de Western Conference halve finale gingen de Sharks echter onderuit, ondanks een 2-1-voorsprong werd er met 4-2 verloren van de Detroit Red Wings.
Voor aanvang van het nieuwe seizoen (2007-2008) kregen de San Jose Sharks een nieuw logo. De Sharks haalden een nieuw punten record(108) waarmee ze voor de derde maal de Pasific Division wonnen. In de Western Conference eindigden ze net achter de Detroit Red Wings. In de play-offs werd Calgary Flames in de eerste ronde met 4-3 verslagen. In de tweede ronde ging het opnieuw mis, nu teleurstellend tegen de Dallas Stars(4-2).
Dit betekende het einde voor Ron Wilson.

### Todd Mclellan: 2008-heden
Op 11 juni 2008 werd oud-Detroit Red Wings-assistent-coach Todd Mclellan aangesteld als hoofdcoach voor het seizoen 2008-2009. Onder hem werden de verdedigers Rob Blake, Dan Boyle, en Brad Lukowich aangetrokken. De Sharks eindigde het seizoen als winnaar van het reguliere seizoen waardoor ze de Presidents Trophy wonnen. De play-offs gingen echter een stuk minder goed, al in de eerste ronde werd er verloren van de Anaheim Ducks.
Voor het seizoen 2009-2010 werd sterspeler Dany Heatley van de Ottawa Senators gehaald.

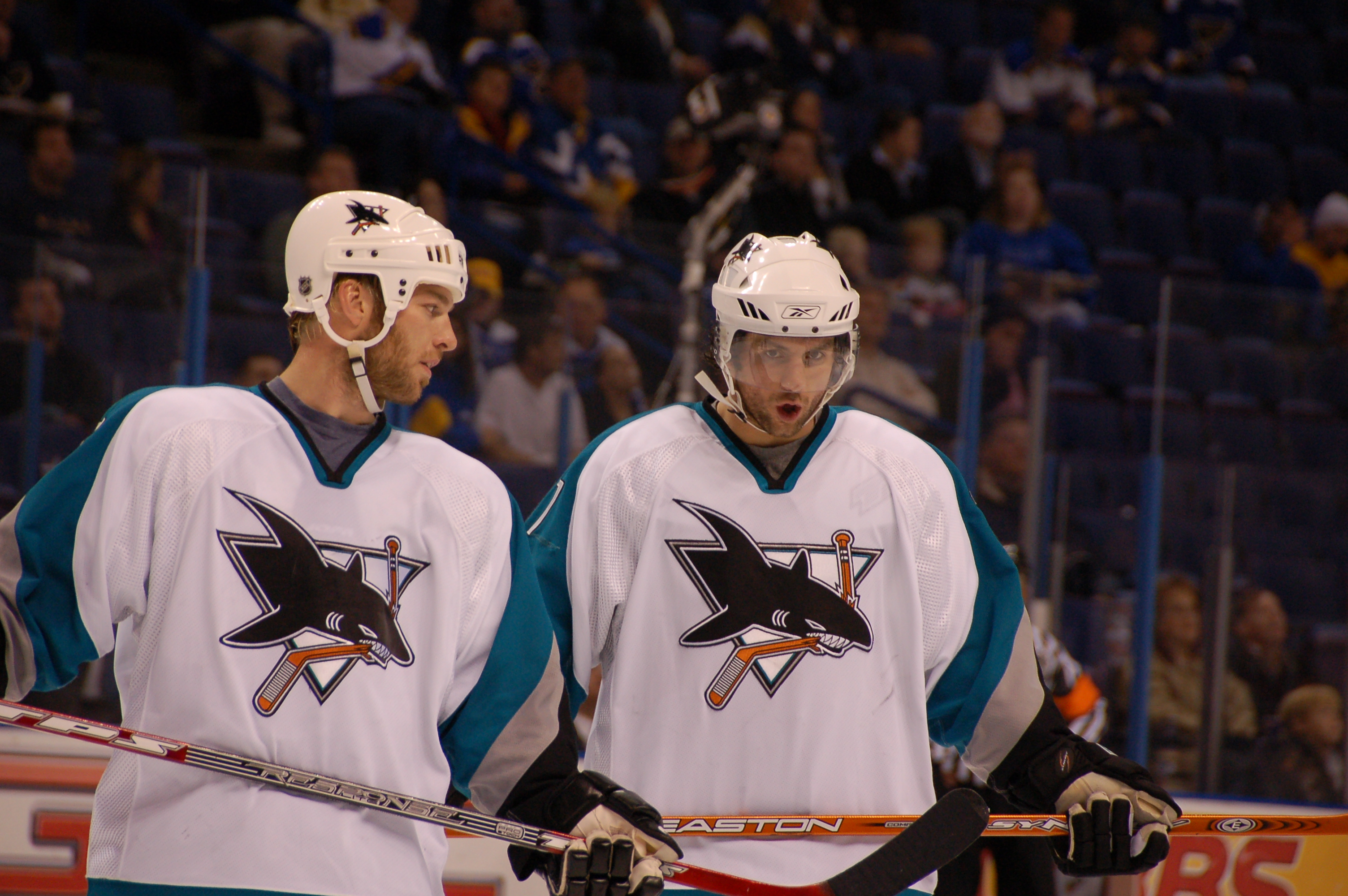
Twee spelers van de Sharks

## Play-off optreden
- 2016 - Finale       (Pittsburgh Penguins)
- 2015 - Play-offs niet gehaald
- 2014 - Eerste ronde (Los Angeles Kings)
- 2013 - Tweede ronde  (Los Angeles Kings)
- 2012 - Eerste ronde (St. Louis Blues)
- 2011 - Derde ronde  (Vancouver Canucks)
- 2010 - Derde ronde  (Chicago Blackhawks)
- 2009 - Eerste ronde (Anaheim Ducks)
- 2008 - Tweede ronde (Dallas Stars)
- 2007 - Tweede ronde (Detroit Red Wings)
- 2006 - Tweede ronde (Edmonton Oilers)
- 2004 - Derde ronde  (Calgary Flames)
- 2003 - Play-offs niet gehaald
- 2002 - Tweede ronde (Colorado Avalanche)
- 2001 - Eerste ronde (St. Louis Blues)
- 2000 - Tweede ronde (Dallas Stars)
- 1999 - Eerste ronde (Colorado Avalanche)
- 1998 - Eerste ronde (Dallas Stars)
- 1997 - Play-offs niet gehaald
- 1996 - Play-offs niet gehaald
- 1995 - Tweede ronde (Detroit Red Wings)

## Speler en Team informatie

### Hall of Famers
- Igor Larionov, C, 1993-95, sinds 2008

### Teruggetrokken nummers
- 99 Wayne Gretzky (verboden te dragen in de hele NHL)

### Huidige selectie
Bijgewerkt tot 16 oktober 2021
| #  | Naam                | Nationaliteit    | Pos. |
| -- | ------------------- | ---------------- | ---- |
| 92 | Rudolfs Balcers     | Letland          | LW   |
| 94 | Alexander Barabanov | Rusland          | LW   |
| 13 | Nick Bonino         | Verenigde Staten | C    |
| 11 | Andrew Cogliano     | Canada           | C    |
| 39 | Logan Couture       | Canada           | C    |
| 76 | Jonathan Dahlen     | Zweden           | C    |
| 72 | William Eklund      | Zweden           | C    |
| 41 | Jonah Gadjovich     | Canada           | LW   |
| 48 | Tomas Hertl         | Tsjechië         | C    |
| 62 | Kevin Labanc        | Verenigde Staten | RW   |
| 28 | Timo Meier          | Zwitserland      | RW   |
| 83 | Matt Nieto          | Verenigde Staten | LW   |
| 18 | Lane Pederson       | Canada           | C    |
| 63 | Jeffrey Viel        | Canada           | LW   |
| 26 | Jasper Weatherby    | Verenigde Staten | C    |
| 88 | Brent Burns         | Canada           | D    |
| 38 | Mario Ferraro       | Canada           | D    |
| 61 | Santeri Hatakka     | Finland          | D    |
| 65 | Erik Karlsson       | Zweden           | D    |
| 21 | Jacob Middleton     | Canada           | D    |
| 51 | Radim Simek         | Tsjechië         | D    |
| 44 | Marc-Edouard Vlasic | Canada           | D    |
| 33 | Adin Hill           | Canada           | GK   |
| 47 | James Reimer        | Canada           | GK   |

## NHL Prijzen
Clarence S. Campbell Bowl
- 2015–16

Presidents' Trophy
- 2008–09

Art Ross Trophy
- Joe Thornton*: 2005–06

Bill Masterton Memorial Trophy
- Tony Granato: 1996–97

Calder Memorial Trophy
- Evgeni Nabokov: 2000–01

Hart Memorial Trophy
- Joe Thornton*: 2005–06

Maurice 'Rocket' Richard Trophy
- Jonathan Cheechoo: 2005–06

All-Star Game Head Coach
- Todd McLellan: 2009

(* - geruild van de Boston Bruins tijdens het 2005–06 seizoen) 

### San Jose Sharks Records
- Meeste goals in 1 seizoen: Jonathan Cheechoo (56)
- Meeste assists in 1 seizoen: Joe Thornton (72)
- Meeste punten in 1 seizoen: Jonathan Cheechoo (93)
- Meeste PIM in 1 seizoen: Link Gaetz (326)
- Meeste punten in 1 seizoen, verdediger: Sandis Ozolinsh (64)
- Meeste punten in 1 seizoen, rookie: Pat Falloon (59)

## Trivia
- Het team komt bij thuiswedstrijden op met als intro de bekende muziek van Jaws. Ditzelfde nummer draaien ze wanneer een powerplay start.
- Tijdens de playoffs van 2006 tegen de Edmonton Oilers kregen de Sharks twee penalty’s. Ze stonden toen met 3 spelers tegenover 5 van de Edmonton Oilers. Twee verdedigers van de Sharks braken hun stick waardoor er nog maar 1 verdediger in staat was de goal te verdedigen. Dit hielden ze 30 seconden vol, toen verstreek de penalty.[2]